# Quick Steps
Quick Steps is een Nederlands amateurvoetbalvereniging uit Den Haag, opgericht in 1933. Het eerste elftal komt uit in de Vijfde klasse  zaterdag in het KNVB-district West II zaterdag (2023/24).

## Oprichting / korte historie
Op 19 november 1933 werd Quick Steps opgericht. Dit gebeurde ten huize van de heer A.J. Gussenhoven. Medeoprichter was de heer J. de Sain.
In de eerste periode na de oprichting werd een veld aan de Leyweg in Den Haag bespeeld. In 1934 volgde een verhuizing naar de huidige velden aan de Nijkerklaan in de wijk Rustenburg/Oostbroek.
Vanaf de oprichting tot 1952 werd door de seniorenteams alleen op zondag gespeeld, Quick Steps wordt daarom gezien als zondagvereniging. Sinds 1952 zijn er ook seniorenteams op zaterdag actief.

## Clubkleuren
De clubkleuren van Quick Steps zijn niet altijd hetzelfde geweest. In de beginjaren bestond het tenue uit een rood-wit verticaal gestreept shirt en een zwarte broek.
Tijdens de oorlogsjaren volgde een fusie tussen Quick Steps en R.K.R.V.V. (blauw-wit horizontaal gestreept shirt, blauwe broek). Hierdoor veranderde de kleuren. Het shirt van Quick Steps en de broek van R.K.R.V.V. vormden samen met de rode kousen de nieuwe clubkleuren van Quick Steps. In de jaren 90 werd er nogmaals iets veranderd aan het tenue. De geheel rode kousen werden vervangen door rood-wit horizontaal gestreepte kousen.

## Leden
Quick Steps behoort tot de grootste voetbalverenigingen in Den Haag en heeft op dit moment 540 leden. Het gemiddelde in Den Haag is 299 leden.

## Velden
Door het grote aantal teams en slechts twee velden, die voor zowel wedstrijden als trainingen worden gebruikt, behoren de velden tot de meest belaste in Den Haag. Er treedt meestal al in november slijtage op.
In 2001 werd door het Bestuur (in overleg met de Gemeente Den Haag) besloten om veld 1 te vervangen door een WETRA-veld. Een dergelijk veld zou een hogere speelduur hebben dan een normaal speelveld, tot ongeveer 600/700 uur. In de eerste 2 seizoenen na de aanleg lag het veld er goed bij. In de jaren erna ging de kwaliteit sterk achteruit. Voor het komende seizoen zijn enkele reparaties uitgevoerd om het veld te verbeteren.
In januari 2006 werd bekendgemaakt dat veld 2 (natuurgras) vanaf 15 mei 2006 wordt vervangen door een rubberingestrooid kunstgrasveld.
De aanleg van het kunstgrasveld is, na enkele vertragingen, eind juli 2006 afgerond.

## Competitieresultaten 1997–heden
| 8 4B |

|  |

|  |

| 5 5C |

| 3 5C |

| 7 4B |

| 10 4B |

| 1 5C |

| 10 4C |

| 6 4A |

| 5 4C |

| 3 4A |

| 5 4A |

| 5 4D |

| 3 4C |

| 1 4C |

| 7 3C |

| 8 3C |

| 13 3B |

| 4 4B |

| 12 3B |

| 5 3B |

| 11 3B |

| 12* 3B |

| 10* 3B |

| 12 3B |

| 12 4C |

| 3 5C |

- = Dit seizoen werd stopgezet vanwege de uitbraak van het coronavirus. Er werd voor dit seizoen geen officiële eindstand vastgesteld.

| Tweede divisie | Derde divisie | Vierde divisie | Eerste klasse |
| Tweede klasse  | Derde klasse  | Vierde klasse  | Vijfde klasse |

In elke staaf van de grafiek staat van boven naar beneden vermeld: 
- Eindnotering

Dit is de positie die de club heeft bereikt in de competitie, zonder eventuele beslissings-, play-off- of nacompetitiewedstrijden die nodig zijn geweest om bijvoorbeeld de kampioen van de competitie te bepalen.
Indien een * achter het getal staat is de notering een tussenstand en kan het zijn dat de notering niet overeenkomt met de uiteindelijke eindstand van de competitie.
Staat er een - dan is het seizoen nog bezig en is er geen definitieve uitslag bekend.
Staat er xx op de positie van de notering, dan heeft de club vroegtijdig de competitie verlaten. Dit kan onder andere komen door terugtrekking van het team, faillissement van de club of door een uitgedeelde straf van de KNVB. In veel gevallen staat elders in het artikel de reden vermeld.
Staat er een ? dan is het resultaat uit het verleden onbekend, en is alleen de competitie of het niveau bekend van dat seizoen.
In de seizoenen 2019/20 en 2020/21 werd wegens de coronacrisis het amateurvoetbal afgebroken. Daardoor kennen deze staven geen eindklassering (middels -- weergegeven).
- Competitieniveau en afdelingsletter of Officiële eindstand Eredivisie
  - Competitieniveau en afdelingsletter

Hierbij geeft het getal het niveau weer, dat ook terug te vinden is in de legenda. De letter is de afdelingsaanduiding en wordt gebruikt wanneer er meer afdelingen zijn op hetzelfde niveau. De afdelingsletter is altijd een hoofdletter en wordt meestal zonder nummer gebruikt.
Voorbeeld: 2F is niveau 2e klasse competitie F.
Het competitieniveau en nummer wordt niet vermeld wanneer er slechts één competitie van dit niveau was.
  - Officiële eindstand Eredivisie (getal staat tussen haakjes vermeld)

Sinds de introductie van play-offwedstrijden voor Europees voetbal na afloop van de reguliere competitie in 2005/06, is de KNVB verplicht een eindstand van de Eredivisie door te geven aan de UEFA aan de hand van deze play-offwedstrijden.
Bij deze eindstand staan clubs die zich hebben gekwalificeerd voor Europees voetbal hoger dan clubs die zich niet wisten te kwalificeren. Indien er geen verschil was tussen de eindnotering en de officiële eindstand, staat dit getal niet vermeld.

- Onderafdeling

Hier staat afgekort de naam van de onderafdeling indien de club in dat jaar in een onderafdeling uitkwam. Tevens staat deze afkorting in de legenda en wordt gelinkt naar het artikel over deze onderafdeling. Deze afkorting wordt alleen vermeld wanneer de club in het verleden in verschillende onderafdelingen heeft gespeeld. Deze vermelding is in de staaf altijd in kleine letters. Deze onderafdelingen zijn na het seizoen 1995/96 afgeschaft. Heeft de club in slechts één onderafdeling gespeeld, dan is dit alleen terug te vinden in de legenda.
Onder de staaf staat het jaartal vermeld waarin het seizoen is afgesloten. 15 verwijst naar het seizoen 2014/15 of eventueel het seizoen 1914/15.
Wanneer een staaf leeg is, zijn deze gegevens niet bekend. Het kan ook zijn dat de club dat seizoen niet heeft meegespeeld op het hogere amateurniveau, vroegtijdig de competitie heeft verlaten of uit de competitie is gezet.

In het seizoen 1944/45 was er wegens de Tweede Wereldoorlog geen regulier competitievoetbal.